# Viktor Lutze
Viktor Lutze (Bevergern (Hörstel), 28 december 1890 - bij Potsdam, 3 mei 1943) was een Duitse nationaalsocialist.
Gedurende de Eerste Wereldoorlog diende hij in het Duitse leger. Na de Eerste Wereldoorlog sloot hij zich aan bij de NSDAP van Hitler en de Sturmabteilung (SA).
In 1930 werd hij  verkozen in de Rijksdag. In 1933 werd hij tot SA-Obergruppenführer bevorderd. Het was Lutze die Hitler informeerde over de vermeende activiteiten van Ernst Röhm, de SA-Stafschef, tegen het Hitler-regime. Nadat Röhm en de zijnen waren vermoord tijdens de Nacht van de Lange Messen werd Lutze door Hitler aangesteld als de nieuwe SA-Stafchef. Deze functie bekleedde hij tot zijn dood op 3 mei 1943 (auto-ongeluk). Zijn opvolger als (laatste) SA-Stafchef werd Wilhelm Schepmann.
De nazi's organiseerden, zoals zij dat gewoon waren, een zeer plechtige en groots opgezette begrafenis. De overledene werd postuum onderscheiden met de hoogste Duitse onderscheiding, de Duitse Orde.

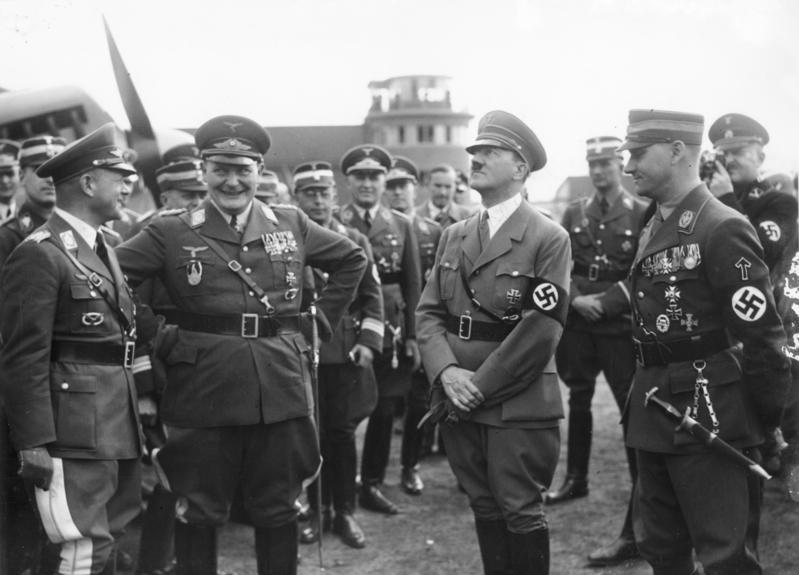
Van links naar rechts: Generalleutnant Erhard Milch, General der Flieger Hermann Göring, Adolf Hitler, SA-Stabschef Viktor Lutze.

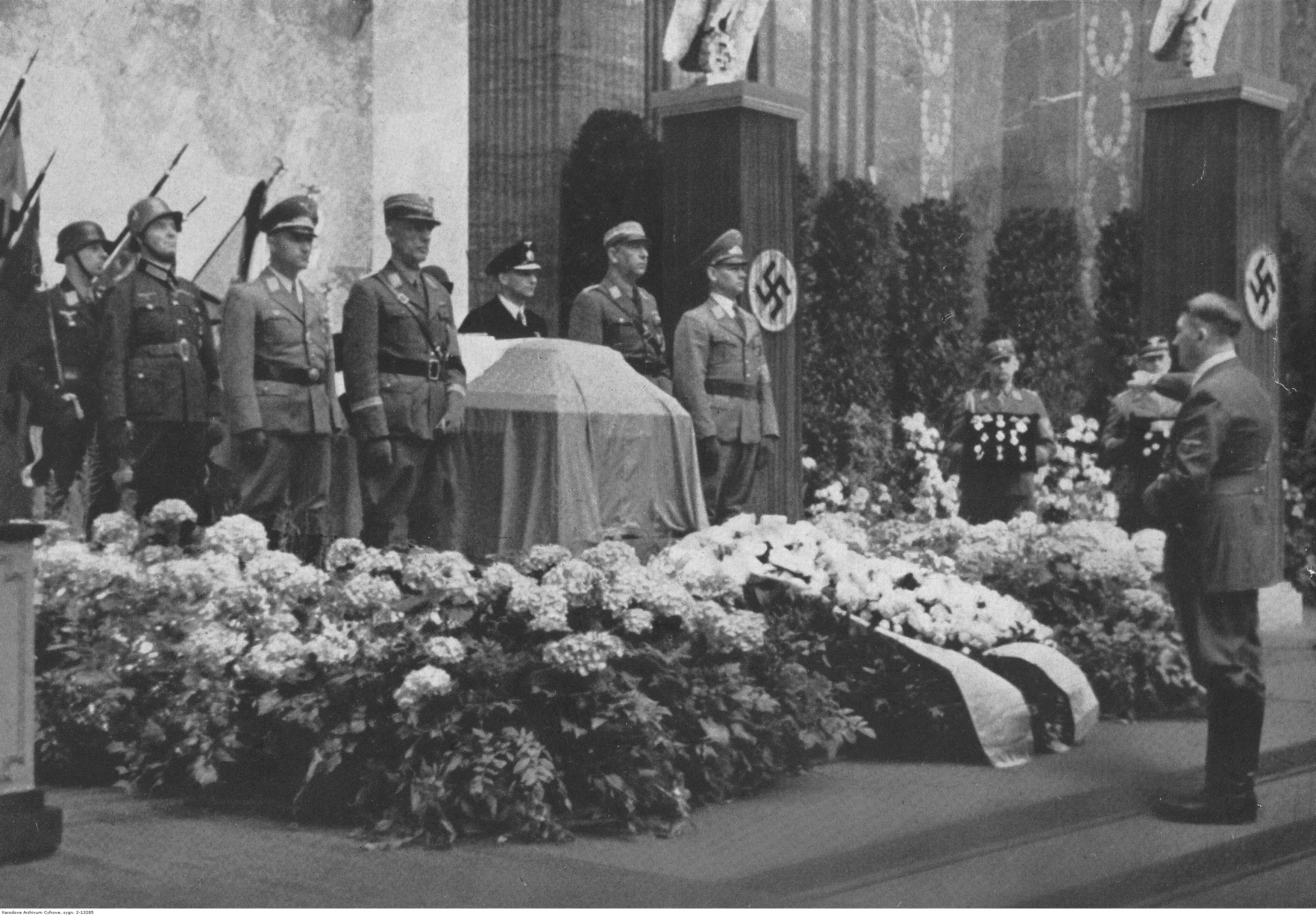
Hitler brengt een hulde aan de overleden Viktor Lutze.

## Carrière
Lutze bekleedde verschillende rangen in zowel de Deutsches Heer als Sturmabteilung. De volgende tabel laat zien dat de bevorderingen niet synchroon liepen.
| Datums          | Deutsches Heer           | Sturmabteilung       | NSDAP                  | Deutsches Rotes Kreuz  |
| --------------- | ------------------------ | -------------------- | ---------------------- | ---------------------- |
| 1 oktober 1912  | Einjährig-Freiwilliger   | —                    | —                      | —                      |
| 12 april 1916   | Vizefeldwebel            | —                    | —                      | —                      |
|                 | Leutnant der Reserve     | —                    | —                      | —                      |
| 1919            | Oberleutnant der Reserve | —                    | —                      | —                      |
|                 | Hauptmann der Reserve    | —                    | —                      | —                      |
| 1923            | —                        | SA-Mann              | —                      | —                      |
| Juli 1925       | —                        | —                    | Gauleiter der NSDAP    | —                      |
| 1 maart 1928    | —                        | SA-Oberführer        | —                      | —                      |
| 14 oktober 1931 | —                        | SA-Gruppenführer     | —                      | —                      |
| 1 januari 1933  | —                        | SA-Obergruppenführer | —                      | —                      |
| 30 juni 1934    | —                        | SA-Stabschef         | —                      | —                      |
| 20 juli 1934    | —                        | —                    | Reichsleiter der NSDAP | —                      |
| 30 januari 1938 | —                        | —                    | —                      | DRK-Generalhauptführer |

## Lidmaatschapsnummer
- NSDAP-nr.: 84 (lid geworden 21 februari[9] 1922[8][7], hernieuwd lid 22 maart 1926[7])

## Decoraties
Selectie:
- Duitse Orde (Postuum) op 8 mei 1943[11]
- IJzeren Kruis 1914, 1e Klasse[10][12] en 2e Klasse[10][12]
- Gouden Ereteken van de NSDAP[10] in 1933[13][11]
- Dienstonderscheiding van de NSDAP in goud[10] op 30 januari 1942[13]
- Erekruis voor Frontstrijders in de Wereldoorlog[10] in 1934[12]
- Insigne van de SA bijeenkomst bij Brunswijk 1931[13] in 1931[11]
- Gewondeninsigne 1918 in zilver[12] in 1918[11]
- Gouden Ereteken van de Hitlerjeugd met Eikenloof op 17 mei 1939[13][11]
- Grootkruis in de Orde van Sint-Mauritius en Sint-Lazarus in 1937[11]

- Bibliothèque nationale de France: cb178126910 (data)
- Gemeinsame Normdatei: 117331759
- International Standard Name Identifier: 0000 0000 8092 7770
- Library of Congress Control Number: no2002102140
- Nationale Bibliotheek van Tsjechië: xx0224811
- Nationale Bibliotheek van Israël: 987007281935005171
- Nationale Bibliotheek van Polen: a0000003316427
- Nederlandse Thesaurus van Auteursnamen: 071150307
- Virtual International Authority File: 13082346
- WorldCat: E39PBJgRVkhCQpx3pCQ86cwKVC